# Південь і південний захід штату Мінас-Жерайс (мезорегіон)

Південь і південний захід штату Мінас-Жерайс на карті штату

Південь і південний захід штату Мінас-Жерайс (порт. Mesorregião do Sul e Sudoeste de Minas) — адміністративно-статистичний мезорегіон в Бразилії, входить у штат Мінас-Жерайс. Населення становить 2463 тис. чоловік на 2006 рік. Займає площу 49 523,893 км². Густота населення — 49,7 чол./км².

## Склад мезорегіону
В мезорегіон входять такі мікрорегіони:
1. Алфенас
2. Андреландія
3. Варжинья
4. Ітажуба
5. Пасус
6. Позу-Алегрі
7. Посус-ді-Калдас
8. Санта-Ріта-ду-Сапукаї
9. Сан-Лоренсу
10. Сан-Себастьян-ду-Параїзу

| Бразилія | Це незавершена стаття з географії Бразилії. Ви можете допомогти проєкту, виправивши або дописавши її. |